# Зеленица (Ровненская область)
Зеленица (укр. Зелениця) — село во Владимирецкой поселковой общине Варашского района Ровненской области Украины.
До 2020 года входило во Владимирецкий район.
Население по переписи 2001 года составляло 245 человек. Почтовый индекс — 34351. Телефонный код — 3634. Код КОАТУУ — 5620888302.